# Республика Корея на летних Олимпийских играх 2000
Республика Корея на летних Олимпийских играх 2000 была представлена 281 спортсменом. По сравнению с прошлыми играми сборная Республики Корея завоевала на 1 медаль больше. На церемонии открытия игр спортсмены Северной и Южной Кореи прошли вместе под флагом объединённой Кореи.

## Награды

### Золото
| Золото |                                   |                                                    |
| №      | Спортсмены                        | Вид спорта (дисциплина)                            |
| 1      | Сим Гвон Хо                       | Греко-римская борьба (мужчины, до 58 кг)           |
| 2      | Юн Ми Джин                        | Стрельба из лука (женщины, личные соревнования)    |
| 3      | Ким Нам Сун Юн Ми Джин Ким Су Нён | Стрельба из лука (женщины, командные соревнования) |
| 4      | Ким Чон Тхэ О Гё Мун Чан Ён Хо    | Стрельба из лука (мужчины, командные соревнования) |
| 5      | Чон Джэ Ын                        | Тхэквондо (женщины, до 57 кг)                      |
| 6      | Ли Сон Хи                         | Тхэквондо (женщины, до 67 кг)                      |
| 7      | Ким Гён Хун                       | Тхэквондо (мужчины, свыше 80 кг)                   |
| 8      | Ким Ён Хо                         | Фехтование (мужчины, рапира)                       |

### Серебро
| Серебро | |                                               |
| №       | Спортсмены | Вид спорта (дисциплина)                       |
| 1       | Ю Ёнсон Ли Донсу | Бадминтон (мужчины, пары)                     |
| 2       | Мун Ый Джэ | Вольная борьба (мужчины, до 76 кг)            |
| 3       | Ким Ин Соп | Греко-римская борьба (мужчины, до 58 кг)      |
| 4       | Чон Бугён | Дзюдо (мужчины, до 60 кг)                     |
| 5       | Чо Инчхоль | Дзюдо (мужчины, свыше 100 кг)                 |
| 6       | Ли Джу Хён | Спортивная гимнастика (мужчины, брусья)       |
| 7       | Кан Чхохён | Стрельба (женщины, пистолет, 10 м)            |
| 8       | Ким Нам Сун | Стрельба из лука (женщины, личное первенство) |
| 9       | Син Джун Сик | Тхэквондо (мужчины, до 68 кг)                 |
| 10      | Ким Юн, Чи Сонхван, Со Джонхо, Ким Чхонхван, Ким Ёнбэ, Хан Хёнбэ, Ким Гёнсок, Ким Джончхоль, Сон Сонтхэ, Кан Гонъук, Хван Джонхён, Лим Джонъу, Чон Джонха, Чон Джонгвон, Ё Унгон, Лим Джончхон | Хоккей на траве (мужчины)                     |

### Бронза
| Бронза | |                                               |
| №      | Спортсмены | Вид спорта (дисциплина)                       |
| 1      | Ким Дон Мун Ха Тхэгвон | Бадминтон (мужчины, пары)                     |
| 2      | Пак Сокчин, Сон Джин-у, Сон Минхан, Пак Чинман, Пак Чонхо, Пак Кёнван, Лим Чханъён, Лим Сондон, Пак Чэхон, Ли Бёнгю, Ли Сынхо, Ли Сынъёп, Ким Сугён, Ким Тхэгюн, Ку Дэсон, Ким Донджу, Ким Хансу, Ким Гидэ, Чан Сонхо, Чин Пхильджун, Чон Сугын, Чон Дэхён, Чон Минтхэ, Хон Сонхын | Бейсбол (мужчины)                             |
| 3      | Чан Джэ Сон | Вольная борьба (мужчины, до 63 кг)            |
| 4      | Чон Сонсук | Дзюдо (женщины, до 63 кг)                     |
| 5      | Чо Минсон | Дзюдо (женщины, до 70 кг)                     |
| 6      | Ким Сонъён | Дзюдо (женщины, свыше 78 кг)                  |
| 7      | Ким Му Гё Ю Джи Хе | Настольный теннис (женщины, пары)             |
| 8      | Ли Джу Хён | Спортивная гимнастика (мужчины, перекладина)  |
| 9      | Ким Су Нён | Стрельба из лука (женщины, личное первенство) |
| 10     | Ли Сан Ги | Фехтование (мужчины, шпага)                   |

## Результаты соревнований

### Академическая гребля
В следующий раунд из каждого заезда проходили несколько лучших экипажей (в зависимости от дисциплины). В финал A выходили 6 сильнейших экипажей, остальные разыгрывали места в утешительных финалах B-D.
Мужчины
| Соревнование | Спортсмены | Предварительный заезд | Предварительный заезд | Предварительный заезд | Отборочный заезд | Отборочный заезд | Отборочный заезд | Полуфинал     | Полуфинал     | Полуфинал     | Финал   | Финал   | Итоговое место |
| Соревнование | Спортсмены | Заезд                 | Время                 | Место                 | Заезд            | Время            | Место            | Заезд         | Время         | Место         | Время   | Место   | Итоговое место |
| ------------ | ---------- | --------------------- | --------------------- | --------------------- | ---------------- | ---------------- | ---------------- | ------------- | ------------- | ------------- | ------- | ------- | -------------- |
| одиночки     | Ли Ин Су   | 4                     | 7:53,84               | 6                     | 4                | 7:45,76          | 5                | Полуфинал C/D | Полуфинал C/D | Полуфинал C/D | Финал D | Финал D | 21             |
| одиночки     | Ли Ин Су   | 4                     | 7:53,84               | 6                     | 4                | 7:45,76          | 5                | 1             | 7:40,03       | 6             | 7:37,61 | 4       | 21             |

### Дзюдо
Соревнования по дзюдо проводились по системе на выбывание. В утешительные раунды попадали спортсмены, проигравшие полуфиналистам турнира. 2 спортсмена одержавших победу в утешительном раунде в поединке за бронзу сражались с проигравшими в полуфинале.
Мужчины
| Спортсмен   | Категория | 1/32                                   | 1/16                                   | 1/8                                          | Четвертьфиналы                         | Полуфиналы                             | Первый доп. раунд                                                                                       | Утешительный четвертьфинал          | Утешительный полуфинал                     | За 3 место Финал                       | Место |
| Спортсмен   | Категория | Соперник Результат                     | Соперник Результат                     | Соперник Результат                           | Соперник Результат                     | Соперник Результат                     | Соперник Результат                                                                                      | Соперник Результат                  | Соперник Результат                         | Соперник Результат                     | Место |
| ----------- | --------- | -------------------------------------- | -------------------------------------- | -------------------------------------------- | -------------------------------------- | -------------------------------------- | --- | ----------------------------------- | ------------------------------------------ | -------------------------------------- | ----- |
| Чон Бугён   | до 60 кг  |                                        | Нестор Хергиани (GEO) поб. 1110 — 0001 | Доржпаламын Нармандах (MGL) поб. 1020 — 0001 | Базарбек Донбай (KAZ) поб. 1001 — 0000 | Алишер Мухтаров (UZB) поб. 0010 — 0000 | |                                     |                                            | Тадахиро Номура (JPN) пор. 0000 — 1000 | 2     |
| Хан Джихван | до 66 кг  | Ларби Бенбудауд (FRA) пор. 0000 — 1010 | Не прошёл                              | Не прошёл                                    | Не прошёл                              | Не прошёл                              | Хорхе Квинтанал (GUA) (предв. раунд) поб. 0002 — 0001 Дэвид Сомервилль (GBR) (1 раунд) поб. 1001 — 0000 | Киёси Уэмацу (ESP) поб. 0010 — 0001 | Георгий Вазагашвили (GEO) пор. 0010 — 1100 | Не прошёл                              | 7     |

| Соревнование | Спортсмены  | Первый раунд                   | Второй раунд                       | 1/8 финала                      | Четвертьфинал                   | Полуфинал                      | Финал                           | Место |
| Соревнование | Спортсмены  | Соперник Результат             | Соперник Результат                 | Соперник Результат              | Соперник Результат              | Соперник Результат             | Соперник Результат              | Место |
| ------------ | ----------- | ------------------------------ | ---------------------------------- | ------------------------------- | ------------------------------- | ------------------------------ | ------------------------------- | ----- |
| до 73 кг     | Чхой Ён Син | С. Садыков (KGZ) В 1001 — 0000 | Д. Педро (USA) В 0010 — 0001       | С. Алькати (ARG) 'В 0110 — 0001 | К. Накамура (JPN) В 1010 — 0001 | Т. Камилу (BRA) П 0001 — 1000  | Утешительный турнир             | 5     |
| до 73 кг     | Чхой Ён Син | С. Садыков (KGZ) В 1001 — 0000 | Д. Педро (USA) В 0010 — 0001       | С. Алькати (ARG) 'В 0110 — 0001 | К. Накамура (JPN) В 1010 — 0001 | Т. Камилу (BRA) П 0001 — 1000  | В. Зелёный (LAT) П 0000 — 1000  | 5     |
| до 81 кг     | Чо Ин Чхоль | Не участвовал                  | Х. Л. Мартинес (PUR) В 1110 — 0001 | Ф. Ваннер (GER) В 1001 — 0000   | А. Будылин (EST) В 0100 — 0020  | Н. Делгаду (POR) В 0110 — 0100 | М. Такимото (JPN) П 0001 — 0021 | 2     |

Женщины
| Спортсмен  | Категория | 1/16               | 1/8                                     | Четвертьфиналы     | Полуфиналы         | Первый доп. раунд                      | Утешительный четвертьфинал | Утешительный полуфинал | За 3 место Финал   | Место |
| Спортсмен  | Категория | Соперник Результат | Соперник Результат                      | Соперник Результат | Соперник Результат | Соперник Результат                     | Соперник Результат         | Соперник Результат     | Соперник Результат | Место |
| ---------- | --------- | ------------------ | --------------------------------------- | ------------------ | ------------------ | -------------------------------------- | -------------------------- | ---------------------- | ------------------ | ----- |
| Чан Джэсим | до 52 кг  |                    | Норико Нарадзаки (JPN) пор. 0000 — 1001 | Не прошла          | Не прошла          | Люси Байлларжон (FRA) пор. 0001 — 1001 | Не прошла                  | Не прошла              | Не прошла          | 13    |

| Соревнование | Спортсмены  | Первый раунд                      | 1/8 финала                    | Четвертьфинал               | Полуфинал                    | Финал                       | Место |
| Соревнование | Спортсмены  | Соперник Результат                | Соперник Результат            | Соперник Результат          | Соперник Результат           | Соперник Результат          | Место |
| ------------ | ----------- | --------------------------------- | ----------------------------- | --------------------------- | ---------------------------- | --------------------------- | ----- |
| до 48 кг     | Пак Сон Джа | Л. Мойсе (ROU) П 0000 — 1000      | Завершила выступление         | Завершила выступление       | Завершила выступление        | Завершила выступление       | —     |
| до 63 кг     | Чон Сон Сук | С. Ванденэнде (FRA) П 0011 — 1001 | Утешительный турнир           | Утешительный турнир         | Утешительный турнир          | Утешительный турнир         | 3     |
| до 63 кг     | Чон Сон Сук | С. Ванденэнде (FRA) П 0011 — 1001 | С. Роберж (CAN) В 1001 — 0000 | Ч. Шутц (USA) В 0011 — 0010 | С. Дахри (TUN) В 0001 — 0000 | Д. Галь (ITA) В 0000 — 0000 | 3     |

### Плавание
Спортсменов — 9
В следующий раунд на каждой дистанции проходили лучшие спортсмены по времени, независимо от места занятого в своём заплыве.
Мужчины
| Спортсмен  | Соревнование        | Предварительные заплывы | Предварительные заплывы | Полуфиналы | Полуфиналы | Финал     | Финал     |
| Спортсмен  | Соревнование        | Результат               | Место                   | Результат  | Место      | Результат | Место     |
| ---------- | ------------------- | ----------------------- | ----------------------- | ---------- | ---------- | --------- | --------- |
| У Чхоль    | 200 м вольный стиль | 1:53,02                 | 29                      | Не прошёл  | Не прошёл  | Не прошёл | Не прошёл |
| У Чхоль    | 400 м вольный стиль | 3:58,31                 | 27                      |            |            | Не прошёл | Не прошёл |
| Сон Мин    | 100 м на спине      | 57,15                   | 31                      | Не прошёл  | Не прошёл  | Не прошёл | Не прошёл |
| Чо Гёнхван | 100 м брасс         | 1:04,71                 | 45                      | Не прошёл  | Не прошёл  | Не прошёл | Не прошёл |
| Ким Банхён | 400 м комплекс      | 4:28,56                 | 33                      |            |            | Не прошёл | Не прошёл |

Женщины
| Спортсменка | Соревнование         | Предварительные заплывы | Предварительные заплывы | Полуфиналы | Полуфиналы | Финал     | Финал     |
| Спортсменка | Соревнование         | Результат               | Место                   | Результат  | Место      | Результат | Место     |
| ----------- | -------------------- | ----------------------- | ----------------------- | ---------- | ---------- | --------- | --------- |
| Но Джухи    | 400 м вольным стилем | 4:25,66                 | 37                      |            |            | Не прошла | Не прошла |
| Ли Боын     | 100 м баттерфляем    | 1:02,22                 | 35                      | Не прошла  | Не прошла  | Не прошла | Не прошла |
| Сим Минджи  | 100 м на спине       | 1:03,20                 | 19                      | Не прошла  | Не прошла  | Не прошла | Не прошла |
| Пён Хеён    | 100 м брасс          | 1:11,64                 | 25                      | Не прошла  | Не прошла  | Не прошла | Не прошла |
| Ли Джихён   | 400 м комплекс       | 4:58,94                 | 23                      |            |            | Не прошла | Не прошла |

### Прыжки в воду
Спортсменов — 4
В индивидуальных прыжках в предварительных раундах складывались результаты квалификации и полуфинальных прыжков. По их результатам в финал проходило 12 спортсменов. В финале они начинали с результатами полуфинальных прыжков.
Мужчины
| Спортсмен   | Соревнование | Квалификация | Квалификация | Полуфинал | Полуфинал | Всего     | Финал     | Финал     | Всего  | Место |
| Спортсмен   | Соревнование | Очков        | Место        | Очков     | Место     | Всего     | Очков     | Место     | Всего  | Место |
| ----------- | ------------ | ------------ | ------------ | --------- | --------- | --------- | --------- | --------- | ------ | ----- |
| Квон Гёнмин | трамплин     | 318,45       | 34           | Не прошёл | Не прошёл | Не прошёл | Не прошёл | Не прошёл | 318,45 | 34    |
| Ю Чханджун  | вышка        | 331,05       | 29           | Не прошёл | Не прошёл | Не прошёл | Не прошёл | Не прошёл | 331,05 | 29    |
| Чо Дэдон    | вышка        | 319,53       | 32           | Не прошёл | Не прошёл | Не прошёл | Не прошёл | Не прошёл | 319,53 | 32    |

Женщины
| Спортсмен   | Соревнование | Квалификация | Квалификация | Полуфинал | Полуфинал | Всего     | Финал     | Финал     | Всего  | Место |
| Спортсмен   | Соревнование | Очков        | Место        | Очков     | Место     | Всего     | Очков     | Место     | Всего  | Место |
| ----------- | ------------ | ------------ | ------------ | --------- | --------- | --------- | --------- | --------- | ------ | ----- |
| Чхве Хеджин | вышка        | 187,17       | 39           | Не прошла | Не прошла | Не прошла | Не прошла | Не прошла | 187,17 | 39    |

### Стрельба
Спортсменов — 4
После квалификации лучшие спортсмены по очкам проходили в финал, где продолжали с очками, набранными в квалификации. В некоторых дисциплинах квалификация не проводилась. Там спортсмены выявляли сильнейшего в один раунд.
Женщины
| Спортсмен  | Соревнование   | Квалификация | Место | Финал     | Место     | Всего | Место |
| ---------- | -------------- | ------------ | ----- | --------- | --------- | ----- | ----- |
| Кан Чхохён | Винтовка, 10 м | 397 (OR)     | 1     | 100,5     | 6         | 397,5 |       |
| Чхве Дэён  | Винтовка, 10 м | 395          | 2     | 98,1      | 8         | 493,1 | 7     |
| Сон Джиён  | Пистолет, 10 м | 379          | 16    | Не прошла | Не прошла | 379   | 16    |
| Пу Сунхи   | Пистолет, 10 м | 377          | 24    | Не прошла | Не прошла | 377   | 24    |

### Тяжёлая атлетика
Спортсменов — 2
В рамках соревнований по тяжёлой атлетике проводятся два упражнения - рывок и толчок. В каждом из упражнений спортсмену даётся 3 попытки, в которых он может заказать любой вес, кратный 2,5 кг. Победитель определяется по сумме двух упражнений.
Мужчины
| Спортсмен  | Категория | Вес   | Рывок | Рывок | Рывок | Толчок | Толчок | Толчок | Всего | Место |
| Спортсмен  | Категория | Вес   | 1     | 2     | 3     | 1      | 2      | 3      | Всего | Место |
| ---------- | --------- | ----- | ----- | ----- | ----- | ------ | ------ | ------ | ----- | ----- |
| Хван Кюдон | до 56 кг  | 55,94 | 110,0 | 110,0 | 115,0 | 142,5  | 147,5  | 152,5  | 267,5 | 10    |
| Ким Ёнтаэ  | до 62 кг  | 61,92 | 120,0 | 120,0 | 120,0 | 155,0  | 165,0  | 165,0  | 275,0 | 14    |

### Фехтование
Спортсменов — 4
В индивидуальных соревнованиях спортсмены сражаются три раунда по три минуты, либо до того момента, как один из спортсменов нанесёт 15 уколов. В командных соревнованиях поединок идёт 9 раундов по 4 минуты каждый, либо до 45 уколов. Если по окончании времени в поединке зафиксирован ничейный результат, то назначается дополнительная минута до «золотого» укола.
Мужчины
| Соревнование         | Спортсмены                        | 1/32 финала           | 1/16 финала                           | 1/8 финала                           | Четвертьфиналы                   | Полуфиналы                         | Финал матч за 3-е место             | Место |
| Соревнование         | Спортсмены                        | Соперник Результат    | Соперник Результат                    | Соперник Результат                   | Соперник Результат               | Соперник Результат                 | Соперник Результат                  | Место |
| -------------------- | --------------------------------- | --------------------- | ------------------------------------- | ------------------------------------ | -------------------------------- | ---------------------------------- | ----------------------------------- | ----- |
| Индивидуальная шпага | Ли Сан Ки (20)                    | не участвовал         | Марк Штайфенсанд (GER) (13) поб. 15:8 | Маурисио Ривас (COL) (29) поб. 15:13 | Эрик Среки (FRA) (12) поб. 15:14 | Павел Колобков (RUS) (1) пор. 9:13 | За 3-е место                        | 3     |
| Индивидуальная шпага | Ли Сан Ки (20)                    | не участвовал         | Марк Штайфенсанд (GER) (13) поб. 15:8 | Маурисио Ривас (COL) (29) поб. 15:13 | Эрик Среки (FRA) (12) поб. 15:14 | Павел Колобков (RUS) (1) пор. 9:13 | Марсель Фишер (SUI) (18) поб. 15:14 | 3     |
| Индивидуальная шпага | Ли Сан Юп (17)                    | не участвовал         | Виталий Захаров (BLR) (16) поб. 15:14 | Павел Колобков (RUS) (1) пор. 8:15   | Завершил выступление             | Завершил выступление               | Завершил выступление                | 12    |
| Индивидуальная шпага | Ян Но Сон (15)                    | не участвовал         | Марсель Фишер (SUI) (18) пор. 12:13   | Завершил выступление                 | Завершил выступление             | Завершил выступление               | Завершил выступление                | 25    |
| Командная шпага      | Ли Сан Ки Ли Сан Юп Ян Но Сон (2) |                       |                                       | Не участвовали                       | Беларусь (5) · поб. 45:44        | Италия (2) · пор. 43:44            | За 3-е место                        | 4     |
| Командная шпага      | Ли Сан Ки Ли Сан Юп Ян Но Сон (2) | Куба (4) · пор. 31:45 |                                       | Не участвовали                       | Беларусь (5) · поб. 45:44        | Италия (2) · пор. 43:44            |                                     | 4     |

Женщины
| Соревнование         | Спортсмены      | 1/32 финала        | 1/16 финала                           | 1/8 финала            | Четвертьфиналы        | Полуфиналы            | Финал матч за 3-е место | Место |
| Соревнование         | Спортсмены      | Соперник Результат | Соперник Результат                    | Соперник Результат    | Соперник Результат    | Соперник Результат    | Соперник Результат      | Место |
| -------------------- | --------------- | ------------------ | ------------------------------------- | --------------------- | --------------------- | --------------------- | ----------------------- | ----- |
| Индивидуальная шпага | Ко Чун Сун (20) | не участвовала     | Татьяна Логунова (RUS) (13) пор. 9:15 | Завершила выступление | Завершила выступление | Завершила выступление | Завершила выступление   | 22    |